# Чернозёрский Кордон
Чернозёрский Кордон (ранее — Черноозёрский Кордон; баш. Ҡаракул) — исторический кордон Дёмского лесничества, ныне — посёлок в Дёмском районе города Уфы возле трассы М5, от которой построен подъезд. Входит в судебный участок № 4 по Кировскому району.
Рядом с посёлком находятся газифицированные садовые товарищества. Посёлок и сады находятся в паводковой зоне реки Дёмы.
Из-за отсутствия развязки на трассе М5, повернуть в посёлок можно только двигаясь со стороны Оренбургского тракта, а выехать из посёлка — только в сторону Дёмы.

## География
Расположен на берегу озера Чёрного, старицы реки Дёмы.

## История
Ранее здесь находился кордон Дёмского лесничества, где жили и работали лесничии.
На южной окраине кордона, на берегу озера Чёрного, открыты Черноозёрская стоянка и Черноозёрское селище.